# Pterorhinus
Genre
Pterorhinus est un genre d'oiseaux de la famille des Leiothrichidae.

## Liste des espèces
Selon le Congrès ornithologique international (ordre phylogénique) il comporte 23 espèces :
- Pterorhinus delesserti (Jerdon, 1839) — Garrulaxe de Delessert
- Pterorhinus gularis (McClelland, 1840) — Garrulaxe à queue rousse
- Pterorhinus vassali (Ogilvie-Grant, 1906) — Garrulaxe de Vassal
- Pterorhinus galbanus (Godwin-Austen, 1874) — Garrulaxe à gorge jaune
- Pterorhinus courtoisi (Ménégaux, 1923) — Garrulaxe de Courtois
- Pterorhinus mitratus (S. Müller, 1836) — Garrulaxe mitré
- Pterorhinus treacheri (Sharpe, 1879) — Garrulaxe de Treacher
- Pterorhinus ruficollis (Jardine & Selby, 1838) — Garrulaxe à col roux
- Pterorhinus nuchalis (Godwin-Austen, 1876) — Garrulaxe à nuque marron
- Pterorhinus chinensis (Scopoli, 1786) — Garrulaxe à joues blanches
- Pterorhinus sannio (Swinhoe, 1867) — Garrulaxe à sourcils blancs
- Pterorhinus perspicillatus (J. F. Gmelin, 1789) — Garrulaxe masqué
- Pterorhinus pectoralis (Gould, 1836) — Garrulaxe à plastron
- Pterorhinus davidi Swinhoe, 1868 — Garrulaxe de David
- Pterorhinus woodi (Finn, 1902) — Babaxe de Wood
- Pterorhinus lanceolatus J. Verreaux, 1871 — Babaxe lancéolé
- Pterorhinus waddelli (Dresser, 1905) — Babaxe de Waddell
- Pterorhinus koslowi (Bianchi, 1905) — Babaxe de Koslov
- Pterorhinus albogularis (Gould, 1836) — Garrulaxe à gorge blanche
- Pterorhinus ruficeps (Gould, 1863) — Garrulaxe à calotte rousse
- Pterorhinus caerulatus (Hodgson, 1836) — Garrulaxe à flancs gris
- Pterorhinus berthemyi (Oustalet, 1876) — Garrulaxe de Berthémy
- Pterorhinus poecilorhynchus (Gould, 1863) — Garrulaxe à tête rayée

## Classification
Le nom valide complet (avec auteur) de ce taxon est Pterorhinus Swinhoe, 1868.